# Angelo Badalamenti
Angelo Badalamenti (Brooklyn, Nueva York; 22 de marzo de 1937-Lincoln Park, Nueva Jersey; 11 de diciembre de 2022) fue un músico y compositor estadounidense de origen italiano.

## Biografía
Tras trabajar como pianista y acompañante de cantantes como Shirley Bassey y en alguna que otra película, se puede considerar que su auténtica entrada en el mundo del cine es gracias a David Lynch y su Terciopelo azul, iniciando así una larga colaboración que se prolongaría toda su vida. Su mayor éxito lo obtuvieron con la serie Twin Peaks, cuya banda sonora se convirtió en todo un éxito de ventas. 
Posteriormente, Badalamenti ha trabajado en diversos proyectos de cine independiente y series de televisión. También ha compuesto numerosas canciones para la cantante Julee Cruise, quien también interpretó varios temas en Twin Peaks, así como con la vocalista Marianne Faithfull. 
Fue el compositor de varias de las fanfarrias olímpicas de los Juegos Olímpicos de Barcelona 1992.
También ha sido el responsable a cargo de componer la banda sonora para el videojuego Fahrenheit (conocido en América como Indigo Prophecy), cuyas piezas se caracterizan por ser melodías melancólicas y desoladoras.
La música de Badalamenti se caracteriza por sus lánguidas y sinuosas melodías así como sus múltiples aproximaciones al jazz. 
Por su partitura para The Straight Story (Una historia verdadera/Una historia sencilla) fue nominado al Globo de Oro a la mejor banda sonora en 1999. También en 2002 se repitió la nominación en los Globos de Oro por la banda sonora de la película Mulholland Drive.

## Obra
- 2008
  - The Edge Of Love (con la cantante Siouxsie Sioux)
- 2006
  - The Wicker Man
  - Imperio
- 2005
  - Fahrenheit (videojuego)
  - Dark Water
  - Dominion: Prequel to The Exorcist
- 2004
  - Evilenko
  - Un long dimanche de fiançailles
- 2003
  - Indoor Fireworks
  - Les Liaisons dangereuses (Miniserie)
  - Resistance
- 2002
  - Secretary
  - The Adversary
  - Auto Focus
  - Cabin Fever
  - Darkend Room
  - Lathe of Heaven
  - Rabbits
- 2001
  - Cet amour là
  - Mulholland Drive CD
  - Julie Johnson
  - Mayhem (Pánico)
- 2000
  - A Piece of Eden (2000)
  - The Beach (La playa) 1 tema en CD oficial y CD con score completo
  - Birthday Girl
- 1999
  - Story of a Bad Boy (1999)
  - Forever Mine (1999)
  - Holy Smoke (1999)  CD
  - The Straight Story (1999) CD
  - Arlington Road  CD
- 1997
  - Cracker (Serie TV)
  - The Blood Oranges
  - The Last Don (El último Don, TV) (Tema principal)
- 1996
  - Lost Highway (Carretera perdida) CD
  - "Profiler" (Serie TV) (Tema principal)
  - La Cité des enfants perdus/The City of the Lost Childrens (La ciudad de los niños perdidos) CD
- 1994
  - Naked in New York (Desnudo en Nueva York)
  - Witch Hunt (TV)
  - Inside The Actors Studio (Serie TV) (Tema principal)
- 1993
  - Hotel Room (Serie TV)
- 1992
  - Twin Peaks: Fire Walk with Me (Twin Peaks: Fuego, camina conmigo) CD
  - "On The Air" (Serie TV)
- 1990
  - Twin Peaks (Serie TV) CD
  - Industrial Symphony N.º 1: The Dream of the Broken Hearted (1990)
  - Corazón salvaje (Wild at Heart) CD
  - El placer de los extraños (The Comfort of the Strangers) CD
- 1989
  - National Lampoon's Christmas Vacation (S.O.S., ya es Navidad)
  - Wait Until Spring, Baldini
  - Cousins (Un toque de infidelidad) CD
  - Parents
- 1987
  - Tough Guys Don't Dance (Los hombres duros no bailan)
  - Weeds (Hombres marcados)
  - Nightmare on Elm Street 3 (Pesadilla en Elm Street 3) CD
- 1986
  - Blue Velvet (Terciopelo azul) CD
- 1976
  - Across The Great Divide
- 1974
  - Law and Disorder
- 1973
  - Gordon's War